# Montroy
Montroy (en valenciano y cooficialmente Montroi) es un municipio de la Comunidad Valenciana, España. Perteneciente a la provincia de Valencia, en la comarca de la Ribera Alta.

## Geografía

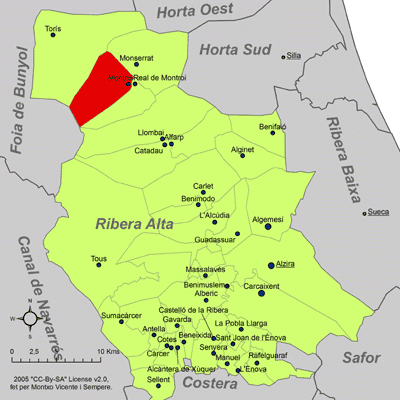
Localización en la comarca de la Ribera Alta

Situado en el centro de la Vall dels Alcalans entre Monserrat y Real del que está separado por el río Magro, que atraviesa la zona norte el término de oeste a este. Al SO el llano de Algoder drena por el barranco homónimo en el río en el término de Real después de atraviesa por la parte central del término de Montroy. Este descansa en un amplio valle con terrazas de material sedimentario no consolidado del cuaternario. En el centro existen algunos afloramientos aislados de conglomerados y en la mitad norte una importante zona de materiales triásicos: yesos arcillas y margas. Del Keuper se extraen arcillas para la industria. Y también se extrae yeso de canteras pero la mayoría están abandonadas.
Desde Valencia, se accede a esta localidad a través de la CV-405. Y la CV-50 la une con localidades de las comarcas de La Safor, la Ribera Alta, Hoya de Buñol y el Campo de Turia.

### Localidades limítrofes
El término municipal de Montroy limita con las siguientes localidades:
Dos Aguas, Llombay, Monserrat, Real y Turís, todas ellas de la provincia de Valencia.

### Núcleos
Balcón de Montroy

## Historia
Aunque se la supone más antigua, existe constancia de la población desde la época musulmana. Desde la Alta Edad Media hasta la expulsión de los moriscos en 1609 existió un asentamiento en lo alto de la montaña al lado de la torre. En 1510 lo formaban 38 casas, en 1609 llegaban a las 70. Pero en 1663 tan solo quedaban 5.
Algunos historiadores suponen, a través de sus investigaciones, que el nombre de Montroy es un apellido antiguo, dado que en tiempos del rey Jaime I figuraban en sus tropas algunos caballeros y soldados con el apellido Montroy. Otros estudiosos derivan el topónimo del mozárabe ‘mont roi’, es decir ‘monte rojo’ debido a la coloración rojiza de la montaña donde se asienta la torre.
En el Libro del Repartimiento ("Llibre del Repartiment") que dicho rey mandó redactar con el objeto de retribuir a sus soldados los sacrificios y hechos de armas efectuados durante la epopeya de la Conquista, consta de forma fehaciente que donó el pequeño pueblo de Montroy a Rodoviens de Lizana en 1238. En el año 1307 Don Pedro Soler, Maestre de la Orden del Temple, ya dio a poblar el pueblo de Montroy.

## Demografía
Montroy cuenta con una población de 3477 habitantes (INE 2024).
| Gráfica de evolución demográfica de Montroy entre 1842 y 2021                                                       |
| |
| Población de derecho según los censos de población del INE Población de hecho según los censos de población del INE |

En 1572 existían 40 casas habitadas. Pero la expulsión de los moriscos en 1609 le afectó muy negativamente y 1646 solo quedaba 3 casas habitadas. La situación empezó a mejorar lentamente y en 1713 ya eran 19 las casa habitadas. A finales del siglo XVIII se contabilizaron 686 habitantes. En 1877 ya era 1212 y en 1910 llegaron a 1521 La crisis de filoxera afectó a la población y en 1930 había disminuido hasta 1370. Posteriormente la población volvió a recuperarse lentamente.

## Economía
Según Cavanilles, en 1795 producía seda, trigo, maíz, vino, aceite y algarrobas. En la actualidad la economía sigue dependiendo de la agricultura, con un foco importante en la producción de miel. Las viñas prácticamente ha desaparecido. En los años 1960 eran 1370 ha pasando 765 ha en 1986. El cultivo de naranjas creció de forma paralela a la extensión del regadío. En 1959 18 ha, en 1986 673 ha y en 1993 1039 ha. En la actualidad en naranjo está perdiendo importancia cambiándose por el caqui.

## Administración y política
| Periodo   | Nombre | Partido                      |
| --------- | --- | ---------------------------- |
| 1979-1983 | Abundio Femenía Hurtado | PSPV-PSOE                    |
| 1983-1987 | Abundio Femenía Hurtado | PSPV-PSOE                    |
| 1987-1991 | Manuel Miguel Blanco Sala | PSPV-PSOE                    |
| 1991-1995 | Manuel Miguel Blanco Sala | PSPV-PSOE                    |
| 1995-1999 | Manuel Miguel Blanco Sala | PSPV-PSOE                    |
| 1999-2003 | Emilio José Espert Navarro (1999-2002) Dimisión Francisco Javier Carrión Gil (2002-2003)                                         | UV PP                        |
| 2003-2007 | Francisco Javier Carrión Gil (2003-2006) Dimisión Francisco Cristòfol Blasco (2006) Dimisión José Antonio Polo Bessó (2006-2007) | PP PSPV-PSOE                 |
| 2007-2011 | José Antonio Polo Bessó | PSPV-PSOE                    |
| 2011-2015 | José Antonio Polo Bessó | PSPV-PSOE                    |
| 2015-2019 | José Antonio Polo Bessó (2015-2016) Defunción Vanessa Baixauli Forés (2016-2019)                                                 | Units Per Montroi PP         |
| 2019-2023 | Vanessa Baixauli Forés (2019-2020) Manuel Miguel Blanco Sala (2020-2021) Antonio A Carrascosa Rubio (2021-2023)                  | PP Gent de Montroi PSPV-PSOE |
| 2023-act. | Manuel Miguel Blanco Sala | PSPV-PSOE                    |

### Caso de corrupción
El 3 de febrero de 2009 es detenido el que fuera alcalde de la localidad, Francisco Javier Carrión, del PP por delito urbanístico y prevaricación.

## Patrimonio
- Iglesia parroquial. La iglesia de San Bartolomé fue construida en el siglo XVI. Es de planta de cruz latina y cuenta con tres naves. En el interior se halla un excelente retablo barroco y una Piedad de Gregorio Fernández.
- La Torre. torre de defensa de origen musulmán. Mandada construir por la dinastía Nazarí en el siglo XIII. Fue construida con motivo de la vulnerabilidad de la localidad desde el mar. Formaba parte de un sistema defensivo junto con los castillos de Monserrat y de Alcalá. Su altura es de 12 m. Construida con adobe de tierra y se compone de dos plantas con ventanas vigilantes al mar y una terraza.

## Cultura
La localidad posee una gran tradición musical. La celebración de las fallas está desplazado debido a que los músicos se desplazan a las fallas de Valencia. Coexisten dos bandas de música. En el año 1832 se formó la Unión Protectora Musical pero debido a la Guerra Civil se interrumpió su actividad. En 1945 se creó la Unión Artística Musical y más reciente, 1972, la Sociedad Musical "La Armonía".
En la localidad se celebra la Feria Valenciana de la Miel y está ubicado el Museo Valenciano de la Miel.

## Fiestas locales
- Fallas En abril, tres semanas después del 19, se celebran las Fallas en esta localidad. Donde se realiza una ofrenda de flores a la patrona del municipio la Divina Aurora.
- Fiestas Patronales. Sobre la tercera semana del mes de agosto comienzan las fiestas patronales en honor a San Bartolomé Apóstol con castillos de fuegos artificiales durante una semana y verbenas a partir de media noche. La última semana de agosto comienza la semana taurina, de gran tradición en el pueblo.